# Jörg-Martin Jehle
Jörg-Martin Jehle (* 7. Dezember 1949 in Fichtenberg) ist emeritierter Professor für Strafrecht, Kriminologie und Strafvollzug am Institut für Kriminalwissenschaften der Georg-August-Universität Göttingen.

## Leben
Nach seinem Abitur 1968 und dem anschließenden Wehrdienst studierte Jehle von 1970 bis 1975 Rechtswissenschaften an der Universität Tübingen. Es folgte von 1976 bis 1978 das Rechtsreferendariat im Bezirk des Oberlandesgerichts Stuttgart. Während seiner Tätigkeit von 1979 bis 1985 als wissenschaftlicher Assistent am Institut für Kriminologie der Universität Tübingen promovierte er 1984 unter Jürgen Baumann. 1985 wurde er durch die Justizministerkonferenz zum Direktor der Bund-Länder-Einrichtung Kriminologische Zentralstelle in Wiesbaden gewählt, die er von 1986 bis 1997 leitet. Im Wintersemester 1996/97 wurde er auf eine Professur für Kriminologie, Strafrecht und Strafvollzug an die Juristische Fakultät der Georg-August-Universität Göttingen berufen. 1998/1999 war er deren Dekan, von 2004 bis 2006 Finanzdekan. Ferner war er von 2007 bis 2015 Mitglied des Senats der Universität.
Von 2000 bis 2011 war er Generalsekretär der Neuen Kriminologischen Gesellschaft. Er war von 1995 bis 1997 Mitglied der Arbeitsgruppe zur Neugestaltung der Maßregeln der Besserung und Sicherung beim Bundesministerium der Justiz und gehört seit 1994 der Expertengruppe „Trends in Crime and Criminal Justice“ am Europarat an. Seit 2007 ist er ferner Mitglied der EU Expert Group on Policy Need of Data on Crime bei der Europäischen Kommission. Außerdem ist er Mitglied der Redaktion der Fachzeitschrift Bewährungshilfe.
2012 wurde Jehle durch die Nationale Universität Athen die Ehrendoktorwürde verliehen.